# Lugo (Galiza)
Lugo (em latim: Lucus Augusti) é um município e cidade da Galiza, Espanha. É capital da província de Lugo e da comarca homónima. O município tem 332 km² de área e em 2021 tinha 97 613 habitantes (densidade: 294 hab./km²). É o segundo município mais extenso da Galiza e o quarto mais populoso.
É uma cidade de origem celta e romana, no primeiro caso como um povoado em honra ao deus Lug ou Lugh e posteriormente fundada como acampamento militar do império em 25 a.C.por Paulo Fábio Máximo. É a mais antiga da Galiza. Construída nas proximidades dum castro, na época romana, recebeu o nome de Luco Augusto (em latim: Lucus Augusti). São testemunhas dos seus primeiros anos de história os numerosos restos romanos, muitos deles conservados no Museu Provincial, e sobretudo a muralha romana, única no mundo que conserva todo seu perímetro e declarada Património da Humanidade em 2000. A cidade conta com outros dois monumentos Património da Humanidade, a Catedral de Santa Maria e o Caminho Primitivo de Santiago. Geograficamente, fica num outeiro, nas terras do Alto Minho, e circundada pelo próprio rio Minho, além de outros menores, como o Mera. O concelho, incluído na Reserva da Biosfera "Terras do Minho", é um dos poucos lugares do mundo reconhecido como Património Mundial, Cultural e Natural simultaneamente.
Ao longo dos anos, passou por períodos de abandono, bem como por importantes momentos na história do país em que esteve integrada. Desde a mobilização em 842 de um grande exército galego para conquistar Oviedo e entronizar Ramiro I das Astúrias como primeiro rei da Galiza, até o pronunciamento do Coronel Miguel Solís, que daria início à revolução galega de 1846. Atualmente Lugo é uma cidade comercial e de serviços, com um campus universitário que depende da Universidade de Santiago de Compostela, especializado em ciências agrárias. Destacam-se também as populares festas realizadas na cidade, como o Arde Lucus, que relembra o passado romano e castrejo da cidade, e as Festas do São Froilão, que cada ano atraem à cidade mais de um milhão de visitantes entre 4 e 12 de outubro.

## Etimologia
Em 26 a.C., um corpo expedicionário romano no comando de Caio Antisto Veto chegou ao noroeste da Península Ibérica, que viria a ser a Galécia, para o controlar. Estabeleceu um acampamento no território da actual Lugo em 25 a.C., ao qual deu o nome de Luco Augusto, originado possivelmente pela divindade céltica Lug (que também originaria o nome de cidades como Lugano ou Lyon) e que se converteu na capital da Galécia lucense. Luco Augusto significaria "o bosque sagrado de Augusto" (genitivo de fundador).

## Geografia
A cidade localiza-se num outeiro rodeado pelos rios Minho, Mera e Rato, que após juntar-se com o Fervedoira forma o río da Chanca, que circunda a cidade pelo leste. A diferença de altitude entre o centro da cidade e as margens fluviais é considerável, enquanto no centro da cidade a altitude é 465 metros, no rio Minho, ao nível do Passeio Fluvial, a altitude é 364 metros. O concelho de Lugo é o segundo mais extenso da Galiza, com 332 km² e 59 paróquias civis.
Os arredores da cidade foram declarados Reserva da Biosfera pela UNESCO a 7 de Novembro de 2002, sendo este o reconhecimento mais importante a nível internacional quanto à conservação de paisagens e habitats desta região atlântica europeia. É de destacar a abundante fauna ao redor do curso do rio Minho pelo concelho, sobretudo no tocante às espécies de aves. Todo este parque ao redor do río abrangue uma rota de parques duns 30 quilómetros de extensão.

### Clima
O clima em Lugo é oceânico com invernos frios e verões suaves. A temperatura média anual é de 11,5 °C e as precipitações abundantes, com mais de 1000 milímetros por ano. Contudo, devido ao seu afastamento do Oceano Atlântico, esta quantia pode ser considerada baixa em comparação com comarcas da Rias Baixas ou Compostela. A temperatura mais alta registrada na estação meteorológica de "Lugo Aeroporto", a 15 km do centro da cidade, entre 1985 e 2018 foi de 41,2 °C, registrada o 20 de julho de 1990. Por outra parte, a temperatura mais baixa registrada no mesmo periodo foi de -10,0 °C o 23 de dezembro de 2005. Quanto a outros dados climáticos, a máxima precipitação num sí dia foi de 73,8 l/m² e a máxima rajada de vento de 122 km/h.
| Lugo Aeroporto (445 msnm) (1971-2000) | Lugo Aeroporto (445 msnm) (1971-2000) | Lugo Aeroporto (445 msnm) (1971-2000) | Lugo Aeroporto (445 msnm) (1971-2000) | Lugo Aeroporto (445 msnm) (1971-2000) | Lugo Aeroporto (445 msnm) (1971-2000) | Lugo Aeroporto (445 msnm) (1971-2000) | Lugo Aeroporto (445 msnm) (1971-2000) | Lugo Aeroporto (445 msnm) (1971-2000) | Lugo Aeroporto (445 msnm) (1971-2000) | Lugo Aeroporto (445 msnm) (1971-2000) | Lugo Aeroporto (445 msnm) (1971-2000) | Lugo Aeroporto (445 msnm) (1971-2000) | Lugo Aeroporto (445 msnm) (1971-2000) |
| Mês                                   | Jan                                   | Fev                                   | Mar                                   | Abr                                   | Mai                                   | Jun                                   | Jul                                   | Ago                                   | Set                                   | Out                                   | Nov                                   | Dez                                   | Ano                                   |
| ------------------------------------- | ------------------------------------- | ------------------------------------- | ------------------------------------- | ------------------------------------- | ------------------------------------- | ------------------------------------- | ------------------------------------- | ------------------------------------- | ------------------------------------- | ------------------------------------- | ------------------------------------- | ------------------------------------- | ------------------------------------- |
| Temperatura máxima absoluta (°C)      | 19,2                                  | 23,8                                  | 27,8                                  | 31,8                                  | 34,0                                  | 36,4                                  | 41,2                                  | 40,8                                  | 37,8                                  | 30,6                                  | 22,4                                  | 23,4                                  | 41,2                                  |
| Temperatura máxima média (°C)         | 10,1                                  | 11,7                                  | 14,0                                  | 14,8                                  | 17,8                                  | 20,8                                  | 23,6                                  | 24,1                                  | 22,3                                  | 17,7                                  | 13,3                                  | 10,8                                  | 16,8                                  |
| Temperatura média (°C)                | 5,8                                   | 6,9                                   | 8,4                                   | 9,6                                   | 12,3                                  | 15,2                                  | 17,7                                  | 18,0                                  | 16,1                                  | 12,4                                  | 8,8                                   | 6,9                                   | 11,5                                  |
| Temperatura mínima média (°C)         | 1,5                                   | 2,2                                   | 2,7                                   | 4,4                                   | 6,8                                   | 9,5                                   | 11,9                                  | 11,8                                  | 10,0                                  | 7,2                                   | 4,3                                   | 3,0                                   | 6,3                                   |
| Temperatura mínima absoluta (°C)      | -9,2                                  | -7.4                                  | -8,2                                  | -4,6                                  | -1,0                                  | 1,4                                   | 4,2                                   | 1,6                                   | 0,6                                   | -2,2                                  | -7,4                                  | -10,0                                 | -10,0                                 |
| Precipitações (mm)                    | 128                                   | 102                                   | 79                                    | 85                                    | 80                                    | 42                                    | 30                                    | 35                                    | 68                                    | 110                                   | 114                                   | 135                                   | 1008                                  |
| Horas de sol                          | 86                                    | 101                                   | 143                                   | 160                                   | 176                                   | 216                                   | 234                                   | 231                                   | 172                                   | 134                                   | 92                                    | 79                                    | 1821                                  |
| Humidade relativa média (%)           | 84                                    | 80                                    | 76                                    | 76                                    | 75                                    | 75                                    | 74                                    | 73                                    | 75                                    | 81                                    | 85                                    | 84                                    | 78                                    |
| Fonte: AEMET                          |                                       |                                       |                                       |                                       |                                       |                                       |                                       |                                       |                                       |                                       |                                       |                                       |                                       |

### Demografia
A população da cidade em 2017 era de 97 995 habitantes. Em 1842 a cidade contava com 13 986 habitantes, e meio século depois, em 1897, a cidade duplicava a sua população, chegando aos 26 252 habitantes, número que se manteve constante até a década de 1940, quando  alcançou os 41 000. A população tornou a duplicar em 1991, atingindo 83 000 habitantes, que foram aumentando até aos quase 100 000 atuais.
Quanto a distribuição por sexo em 2017, dos 97 995 habitantes, 53,60% da população (52 527) eram mulheres, e os restantes 46,50% (45 468) homens. Em 2009, a maioria da população eram naturais da Galiza 82 147 (85%). Do resto, 7 265 (7,5%) procedem doutos países da União Europeia, com outros 57 da Europa não comunitária (destacando 25 ucranianos e 15 russos). Do resto de continentes, o que mais habitantes achegava à cidade era América, com 3 105 (3,1%), destacando o Brasil; 705 da África, principalmente de Marrocos; 179 da Ásia (dos quais 102 eram chineses) e um da Oceania. Segundo a última atualização do censo populacional em 2014, feito pelo Instituto Galego de Estatística, a região tinha 120 320 habitantes.
|                                        |           | \| Dados demográficos de Lugo (1842-2010) \| Dados demográficos de Lugo (1842-2010) \| Dados demográficos de Lugo (1842-2010) \| \| Ano \| Poboación \| Fogares \| \| -------------------------------------- \| -------------------------------------- \| -------------------------------------- \| \| 1842 \| 13.986 \| 2.797 \| \| 1897 \| 26.252 \| 6.055 \| \| 1910 \| 35.889 \| 6.179 \| \| 1930 \| 32.259 \| 6.363 \| \| 1940 \| 41.011 \| 8.374 \| \| 1950 \| 52.093 \| 14.624 \| \| 1970 \| 63.604 \| 17.267 \| \| 1981 \| 72.574 \| 21.350 \| \| 1991 \| 83.242 \| 26.256 \| \| 2001 \| 88.414 \| 31.111 \| \| 2011 \| 98.007 \| 40.227 \| \| Fonte: INE.[14] \| \| \| |
| Dados demográficos de Lugo (1842-2010) |           | |
| Ano                                    | Poboación | Fogares |
| 1842                                   | 13.986    | 2.797 |
| 1897                                   | 26.252    | 6.055 |
| 1910                                   | 35.889    | 6.179 |
| 1930                                   | 32.259    | 6.363 |
| 1940                                   | 41.011    | 8.374 |
| 1950                                   | 52.093    | 14.624 |
| 1970                                   | 63.604    | 17.267 |
| 1981                                   | 72.574    | 21.350 |
| 1991                                   | 83.242    | 26.256 |
| 2001                                   | 88.414    | 31.111 |
| 2011                                   | 98.007    | 40.227 |
| Fonte: INE.                            |           | |

| Dados demográficos de Lugo (1842-2010) | Dados demográficos de Lugo (1842-2010) | Dados demográficos de Lugo (1842-2010) |
| Ano                                    | Poboación                              | Fogares                                |
| -------------------------------------- | -------------------------------------- | -------------------------------------- |
| 1842                                   | 13.986                                 | 2.797                                  |
| 1897                                   | 26.252                                 | 6.055                                  |
| 1910                                   | 35.889                                 | 6.179                                  |
| 1930                                   | 32.259                                 | 6.363                                  |
| 1940                                   | 41.011                                 | 8.374                                  |
| 1950                                   | 52.093                                 | 14.624                                 |
| 1970                                   | 63.604                                 | 17.267                                 |
| 1981                                   | 72.574                                 | 21.350                                 |
| 1991                                   | 83.242                                 | 26.256                                 |
| 2001                                   | 88.414                                 | 31.111                                 |
| 2011                                   | 98.007                                 | 40.227                                 |
| Fonte: INE.                            |                                        |                                        |

## Cultura
- Museu Provincial de Lugo, que possui uma extensão em San Paio de Narla

## Equipamentos
- Cemitério Municipal de San Froilán - Desenhado pelo arquitecto Eloi Maquieira, foi inaugurado por volta de 1948. Repousam aqui personagens ilustres como Ánxel Fole, Luís Pimentel e Uxío Novoneyra.[15]